# Bọ ngựa khiên Peru
Bọ ngựa khiên Peru, tên khoa học Choeradodis rhombicollis, là một loài bọ ngựa có nguồn gốc từ Nam Mỹ và được tìm thấy ở Belize, Costa Rica, Ecuador, Guyana thuộc Pháp, Guatemala, Colombia, México, Nicaragua, Panama, Peru, và Surinam. Trước đây nó được phân loại như Choeradodis columbica (Beier 1931), Choeradodis peruviana (Serville 1839), và Mantis rhombicollis (Latreille 1833).